# Brissac, Hérault
Brissac är en kommun i departementet Hérault i regionen Occitanien i södra Frankrike. Kommunen ligger i kantonen Ganges som tillhör arrondissementet Lodève. År 2022 hade Brissac 592 invånare.

## Befolkningsutveckling
Antalet invånare i kommunen Brissac
Referens:INSEE